# Бабкевич Владислав
Владислав Бабке́вич (біл. Уладзіслаў Бабкевіч; нар. 10 травня 2001, Гродно) — білоруський волейболіст, діагональний (догравальник), гравець національної збірної Білоруси та ВК «Факел» (Новий Уренгой).

## Життєпис
Народився 10 травня 2001 року в м. Гродні.
Навчався в училищі олімпійського резерву.
Два сезони грав за солігорський «Шахтар» (зокрема, у Лізі Чемпіонів 2019—2020). Улітку 2021 перейшов до складу клубу «Факел» Новий Уренгой.
Капітан і прапороносець збірної Білоруси на Європейському юнацькому олімпійському фестивалі 2019.

### Досягнення
- Чемпіон Білоруси: 2020, 2021
- Володар Кубка Білоруси: 2019, 2020
- Володар Суперкубка Білоруси: 2019, 2020[3]